# Иоганн II (герцог Баварии)
Иоганн II (нем. Johann II, 1341—1397) — герцог Баварско-Ландсхутский (1375—1392) и Баварско-Мюнхенский (1392—1397).

## Биография
Иоганн II был сыном баварского герцога Стефана II и Елизаветы Сицилийской, дочери сицилийского короля Федериго II. После смерти отца в 1375 году Иоганн II стал управлять Баварско-Ландсхутским герцогством совместно с братьями Стефаном III и Фридрихом, и дядей Оттоном. 

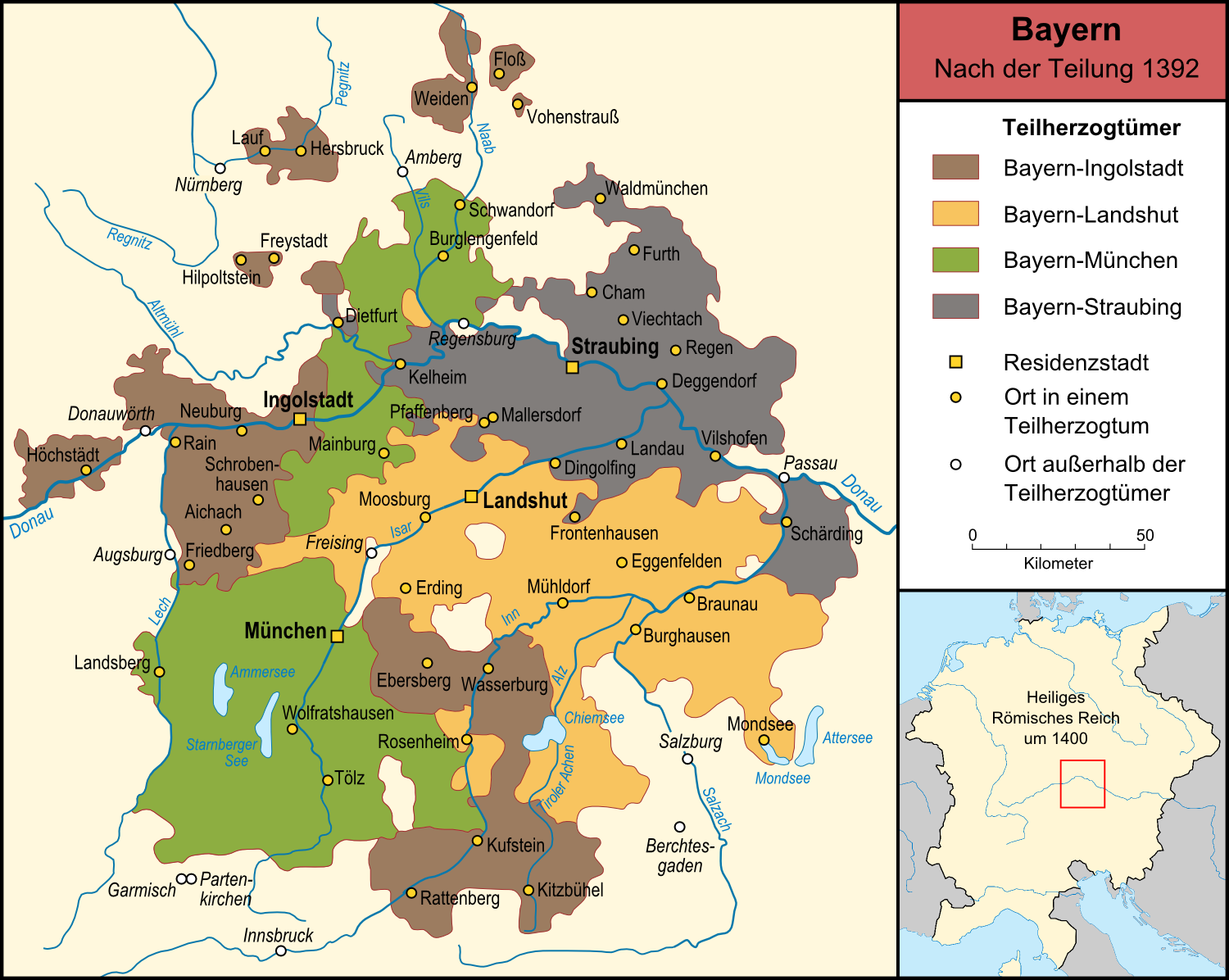
Четыре части Баварского герцогства по разделу 1392 г.

В 1376 году четыре герцога договорились, что Стефан и Иоганн будут управлять Нижней Баварией, а Фридрих и Оттон — Верхней, а чтобы никто не чувствовал себя ущемлённым — каждые два года меняться управляемыми территориями, однако этот договор так и не был реализован. Оттон скончался в 1379 году, а в 1392 году три брата решили разделить наследство (так как Иоганну не нравилось финансировать итальянские похождения своих братьев, женатых на дочерях Бернабо Висконти, а также содержание роскошного двора Стефана). Полученной частью Иоганн стал управлять из Мюнхена.
Будучи неудовлетворённым итогами раздела, в 1394 году Стефан напал на Баварско-Мюнхенское герцогство, и в 1395 году вынудил Иоганна признать его своим соправителем.

## Семья и дети
В 1372 году Иоганн II женился на Катерине, дочери горицкого графа Мейнхарда VI. У них было трое детей:
- Эрнст (1397—1438)
- Вильгельм III (1397—1435)
- София (1376—1425), вышла замуж за короля Германии Венцеля